# Antun Dobronić
Antun Dobronić (Jelsa, 2. travnja 1878. – Zagreb, 12. prosinca 1955.), hrvatski skladatelj i glazbeni pisac 
Učitelj, a nakon dovršenog studija kompozicije u Pragu (1912.) nastavnik glazbe i 1922-40. profesor Muzičke akademije u Zagrebu. Pojavio se u vrijeme kada je došlo do značajnog preokreta u razvitku hrvatske glazbe, kad se počinju ostvarivati ideje ilirskog preporoda koje je u drugoj trećini 19. stoljeća zacrtao Vatroslav Lisinski. Umjetnik koji je svoju glazbu temeljio isključivo na obilježjima narodnog melosa. Postao je idejnim vođom generaciji mladih skladatelja koji će zauzeti središnje mjesto u hrvatskoj umjetničkoj glazbi nacionalnog smjera. Dobronićev se glazbeni govor temeljio u prvom redu na melodiji. Provodeći pjevnost kroz sve dionice, ostvarivao je orkestraslnu kolorističku polifoniju, koja je njegovim zrelim radovima podavala osebujan pečat. 
Danas se u Jelsi održava kulturna manifestacija Matice hrvatske koja nosi ime njemu u čast, Večeri Antuna Dobronića.

## Kompozicije
- 8 simfonija (Simfonija No.3 Dolorosa, ..)
- 5 gudačkih kvarteta
- 12 kantata
- veliki broj zborova i popijevki
- 13 opera
- 5 baleta
- najčešće izvođeno djelo - suita za gudački okestar "Jelšonski tonci" nastala 1938. na osnovi narodnih melodija jelšanskoga kraja
- Karneval, suita za orkestar
- Carneval simfonijskih poema
- Pjesma snage i bola - II gudački kvartet
- Ugođaj, za 4 viole

## Vanjske poveznice
- Antun Dobronić  Arhivirana inačica izvorne stranice od 28. srpnja 2017. (Wayback Machine) Službena stranica Udruge Antun Dobronić
- Jelsa[neaktivna poveznica] Večeri Antuna Dobronića - skladbe izvedene na Večerima